# Castillo de Monzón de Campos
El castillo de Monzón de Campos, situado en esa localidad de la provincia de Palencia, está emplazado en lo alto de un cerro desde el que se dominan los campos circundantes, siendo uno de los dos que tuvo la villa en su día, ya que el otro, que se ubicaba en un cerrillo cercano al río, fue poco a poco siendo arrastrado por las corrientes del Carrión.
Centro político del Condado de Monzón, el cual en sus inicios comprendía gran parte del este de la provincia de Palencia, en el norte las posesiones del condado llegaban hasta las tierras de La Ojeda y Mudá llegando prácticamente hasta la actual provincia de Cantabria. El condado de Monzón estaba situado entremedias de los condados de Saldaña y de Castilla.
Desde este castillo se controlaba la actividad política y comercial de todas las tierras comprendidas entre el río Pisuerga hasta su confluencia con el río Arlanza, haciendo frontera con el Condado de Castilla, quedando en la Montaña Palentina las comarcas de Brañosera, Barruelo de Santullán y Aguilar de Campoo en lado castellano, y las comarcas de Mudá, Cervera de Pisuerga y Salinas de Pisuerga en el condado de Monzón.
Más abajo del Arlanza El Cerrato palentino quedaba dentro de Monzón excluyendo el entorno de Palenzuela. En la provincia de Valladolid la comarca de Campo de Peñafiel quedaba integrada en Monzón, y en la provincia de Segovia el entorno de Sacramenia quedaba como extremo del condado.

## Historia
Después de la victoria de las tropas cristianas en la batalla de Simancas, en el año 939, se decidió el dominio de las tierras del Duero, permitiendo el avance de los cristianos hacia el sur del Duero. Ramiro II mandó a Ansur Fernández la tarea de repoblar y fortificar un extenso territorio limítrofe entre León y Castilla creando así el Condado de Monzón con base en este castillo.
En 1028 los tres hermanos Vela; Rodrigo, Íñigo y Diego, asesinan en León al conde García Sánchez de Castilla cuando fue a conocer a su prometida, en las inmediaciones de la Iglesia de San Juan Bautista, en venganza por la ofensa cometida por el padre de la víctima contra su familia. Según la leyenda, se refugian en el castillo de Monzón de Campos, donde son cercados y derrotados por el rey Sancho el Mayor de Pamplona, cuñado de García Sánchez de Castilla, quién, en venganza, los quema vivos junto al castillo.
En 1109 es el escenario del enlace de doña Urraca, reina de León, con Alfonso el Batallador, rey de Aragón, con el alcaide la fortaleza, el conde Pedro Ansúrez ejerciendo como padrino del enlace.
En 1111, con el regio matrimonio ya separado, reside en el castillo don Pedro González de Lara que se había enemistado con los magnates castellanos por los favores de la reina. Estos cercaron la fortaleza y le apresaron, llevándole al castillo de Mansilla de las Mulas, de donde logra escaparse buscando refugio en el reino aragonés.
En 1217, durante la guerra entre los partidarios del rey Enrique I y los de su hermana, la reina Berenguela, la fortaleza es atacada por las tropas del rey niño al refugiarse en el mismo los adeptos a la reina.
En 1299, la reina madre María de Molina conquista el castillo de Monzón, bajo el poder de los Infantes de la Cerda, los cuales disputan el trono a su hijo Fernando IV.
En 1304 Alfonso de la Cerda, el cual hasta entonces se hacía llamar rey de Castilla, hace pleito homenaje a Fernando IV como rey de Castilla y León. A cambio recibe una serie de villas y fortalezas, entre ellas Monzón de Campos, sin embargo, el castillo le vuelve a ser tomado por el rey en 1312 al no cumplir la obediencia que había jurado.
El castillo será real hasta que Alfonso XI de Castilla entrega la villa a su favorita, Leonor de Guzmán. A la muerte de esta pasa, en 1352, a Sancho Sánchez de Rojas, I señor de Monzón y Cabia.
Enrique II confirma la donación de Monzón a la familia de los Rojas, futuros marqueses de Poza. Posteriormente Juan de Rojas Manrique, contrajo matrimonio con la hija del almirante de Castilla María Enríquez, recuperando la villa cierta importancia.
El 15 de septiembre de 1419, Juan Rodríguez de Rojas, forma mayorazgo en el que incluye la villa y castillo de Monzón.
Durante la Guerra de las Comunidades es ocupado, sin resistencia, por las tropas comuneras del obispo Acuña. Tiempo después fue utilizado de manera temporal como prisión.
Fue declarado Monumento Nacional en el año 1949. Se restauró parcialmente en 1964 reconstruyéndose las almenas del recinto.
Entre los años 1966 y 1972 se completó la restauración al habilitar el castillo como Parador nacional de turismo, con una distribución interior que recreaba un cierto ambiente histórico. Funcionó como parador nacional entre el 25 de julio de 1975 y el 31 de julio de 1988. El 22 de julio de 1978 tuvo lugar en él la constitución del Consejo General de Castilla y León.
Tras un proceso de deterioro y abandono, se llevó a cabo una importante reforma y rehabilitación de 2001 a 2023 para hacer visitable el castillo y darle diversos usos culturales. Actualmente pertenece a la Diputación Provincial de Palencia.

## Descripción
Estructurado en torno a un sólido torreón de planta cuadrada, de unos 13 metros de lado, está acompañado por un recinto de forma trapezoidal en uno de sus lados.
La parte más antigua corresponde a la torre del homenaje, que presenta, en la fachada orientada al interior del recinto, una puerta de acceso elevada, a la que se llega por medio de una pasarela. La portada románica de la puerta de entrada a la planta baja no es original del castillo, corresponde a la desaparecida iglesia de Zenera de Zalima anegada por las aguas del pantano de Aguilar de Campoo.
Todo el torreón, construido con muy buena sillería, cuenta con numerosas saeteras a diferentes alturas y en sus cuatro caras, así como un balcón amatacanado situado sobre la entrada elevada. Está coronado por almenas terminadas en forma piramidal.
El recinto que se adosa a la torre es de la primera mitad del siglo XIV, y está construido con mampostería. El acceso al mismo se realiza por medio de un arco apuntado sobre el que figura el escudo de la Familia Rojas. En la parte baja de la fachada norte presenta una batería de saeteras.

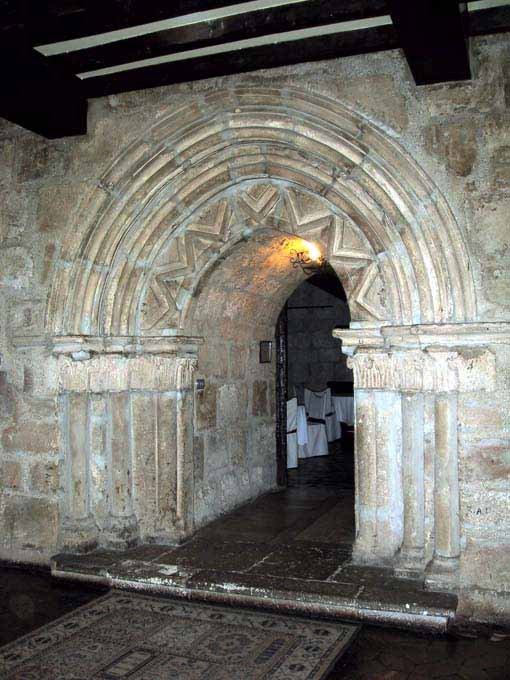
Portada románica de Cenera de Zalima en el parador.

## Patrimonio
La portada románica de la iglesia de Santa Eugenia del desaparecido pueblo de Cenera de Zalima anegado en el pantano de Aguilar, se halla actualmente ubicada dentro de este castillo.